# Piazza San Francesco (Sienne)
Pour les articles homonymes, voir Piazza San Francesco.

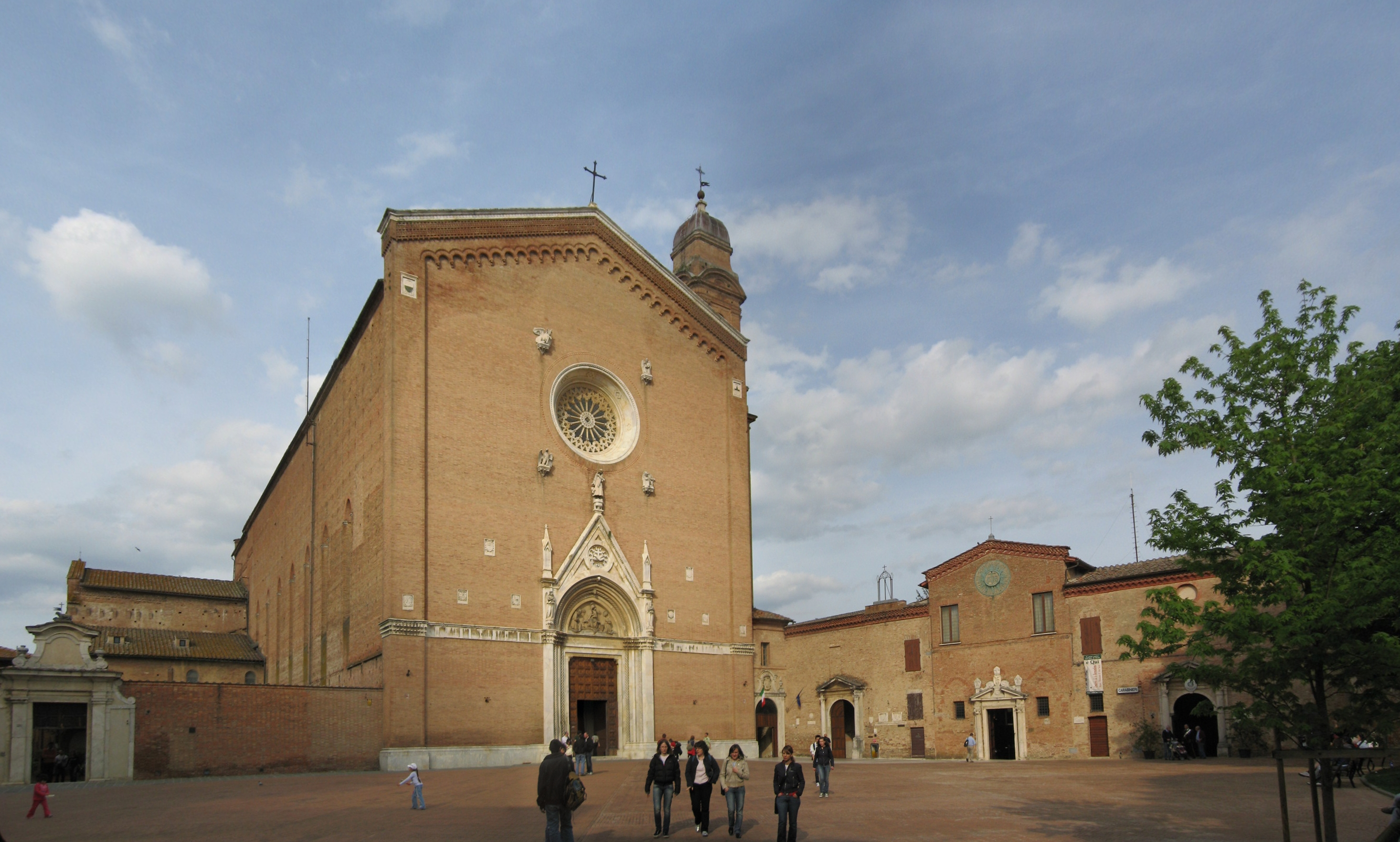
La façade de la basilique donnant sur la place.

La Piazza San Francesco  est une place de  Sienne, le parvis de  la basilique Saint-François.
Elle permet d'accéder au musée diocésain  situé dans l'Oratoire de la Compagnie de Saint Bernardin à droite de la façade.
La via Sinitraia, qui la longe venant du bas-côté gauche de la basilique, se prolonge en via Rossi vers le centre historique, passant sous des arcades entre ses murs.